# Старі Приборки
Старі Приборки (біл. вёска Старые Пріборкі) — село в складі Березинського району Мінської області, Білорусь. Село підпорядковане Мачеській сільській раді, розташоване в східній частині області.